# Citatuzumab bogatox
Il citatuzumab bogatox o VB6-845 è un anticorpo monoclonale umanizzato (frammento FAB), legato chimicamente con bouganina una proteina inattivante il ribosoma, derivata dalla pianta: Bougainvillea spectabilis. Viene studiato in studi pre-clinici nel trattamento del tumore ovarico e altri tumori solidi.
Il target molecolare del farmaco è l'antigene: TACSTD1.